# Gas Pump Girls
Pour plus de détails, voir Fiche technique et Distribution.
Gas Pump Girls (aussi Pin Up Station) est un film américain réalisé par Joel Bender en 1979.

## Synopsis
Deux stations service rivales se disputent les clients sur la même route. Une des stations invite de charmantes jeunes femmes en roller pour faire le service.

## Fiche technique
- Titre : Gas Pump Girls ou Pin Up Station
- Genre : comédie
- Réalisation : Joel Bender
- Scénario : David A. Davies, Joel Bender, Isaac Blech
- Production : David A. Davies pour American Screen Productions
- Musique : Leigh Crizoe
- Photographie : Nicholas Josef von Sternberg
- Format d'image : couleur, 1.85:1
- Montage : Patrick McMahon
- Durée : 86 minutes
- Année de sortie : 1979

## Distribution
- Kirsten Baker (es) : June
- Linda Lawrence : Betty
- Sandy Johnson (en) : April
- Rikki Marin : January
- Leslie King : Jane
- Demetre Phillips : Hank
- Ken Lerner : Peewee (un membre des motards Vultures)
- Steve Bond : Butch
- Dave Shelley : M. Friendly
- Huntz Hall : oncle Joe
- Joe E. Ross : Bruno
- Mike Mazurki : Moiv